# Страна Бронте

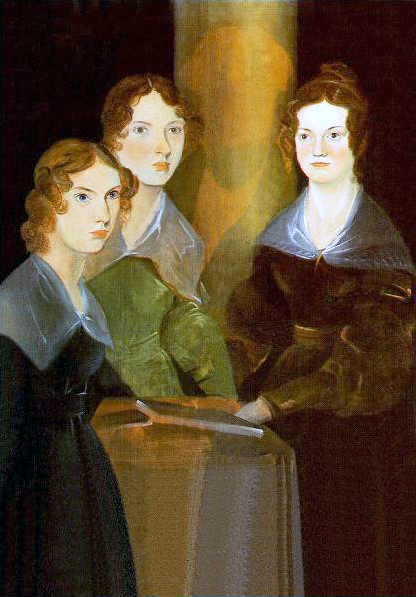
Сёстры Бронте. Портрет работы Бренуэлла Бронте

Страна Бро́нте (англ. Brontë Country) — неофициальное название области в Южных Пеннинах западнее Лидса и Брадфорда (Уэст-Йоркшир, Англия), происходящее от фамилии живших здесь знаменитых йоркширских писательниц XIX века — сестёр Шарлотты, Эмили и Энн Бронте.
Геологически край состоит в основном из крупнозернистого песчаника; ландшафт холмистый, неровный.
Страна Бронте включает в себя деревню сестёр Бронте — Хоэрт, где теперь находится посвящённый им музей. Заброшенная ферма под названием Топ-Уизинс, считающаяся прототипом Грозового перевала в одноимённом произведении Эмили Бронте, располагается в полукилометре от Стенбери. Дом в Торнтоне, где родились сёстры и их брат Бренуэлл Бронте, сохранился до настоящего времени и открыт для туристов. В составе Страны Бронте — Оквелл-Холл, Уайколлер-Холл (прототипы Филдхеда и Ферндина в романах Шарлотты Бронте «Шерли» и «Джейн Эйр»), Оксенхоуп, Ред-Хаус и другие достопримечательности.

## Галерея

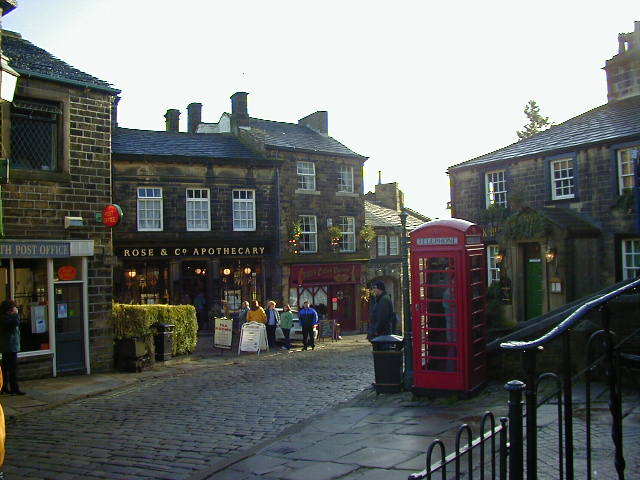
Деревня Хоэрт
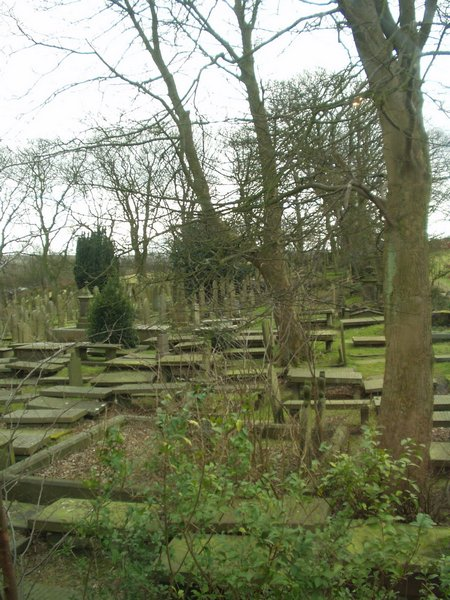
Кладбище рядом с домом сестёр Бронте
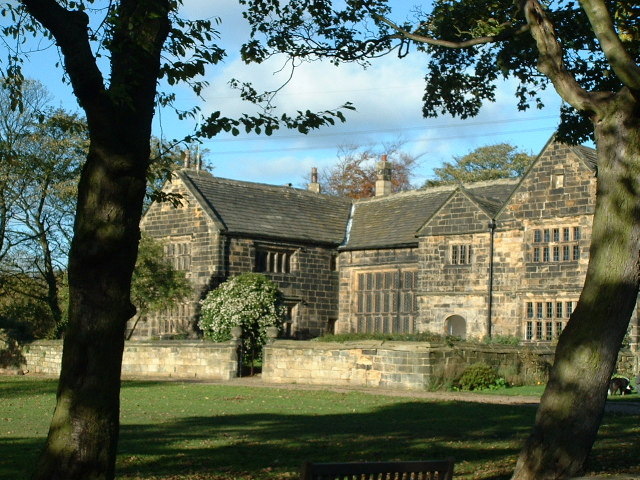
Оквелл-Холл — прототип Филдхеда из романа «Шерли»
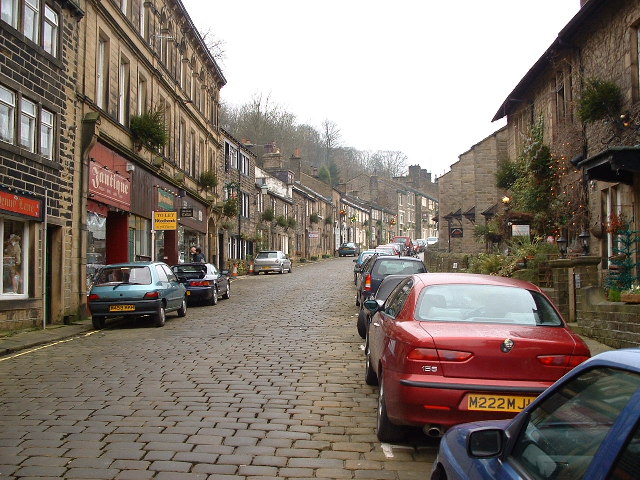
Главная улица Хоэрта
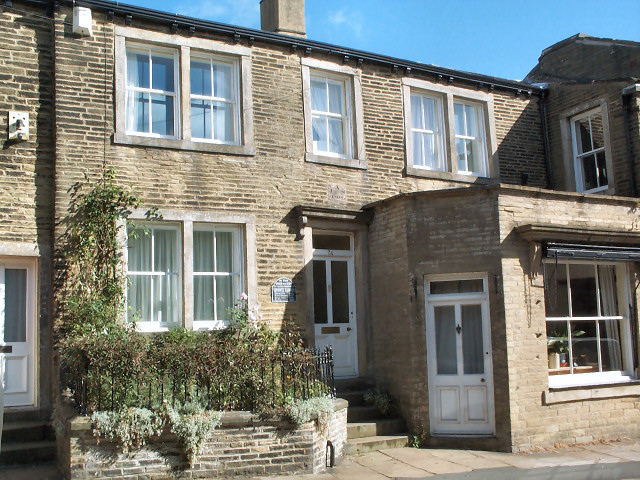
Торнтон
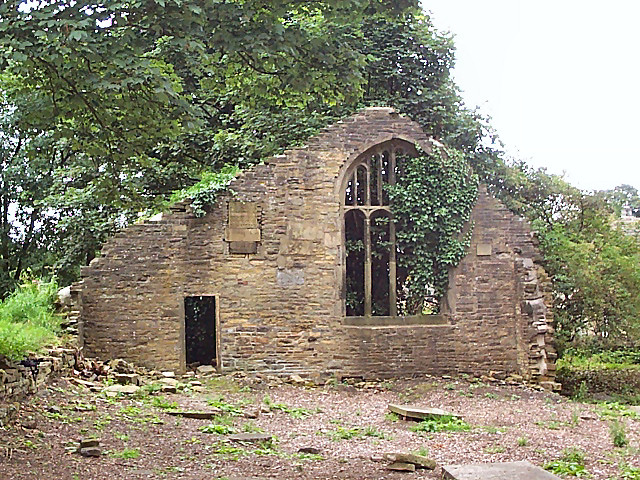
Руины старой церкви в Торнтоне
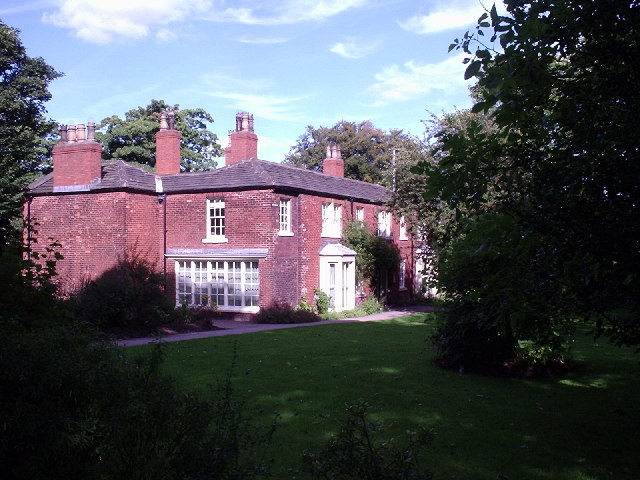
Музей Ред-Хаус, Гомерсол
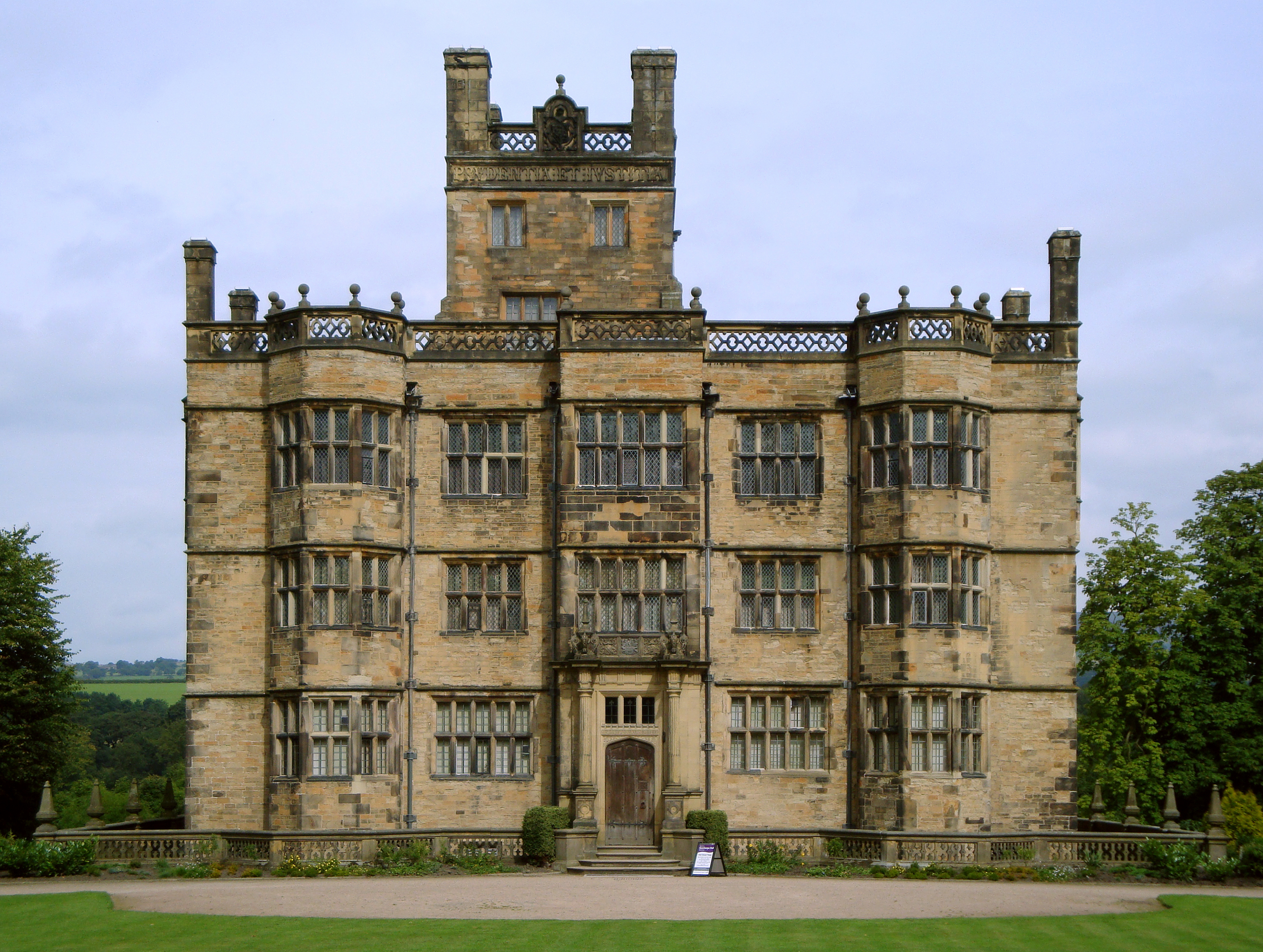
Готорп-Холл
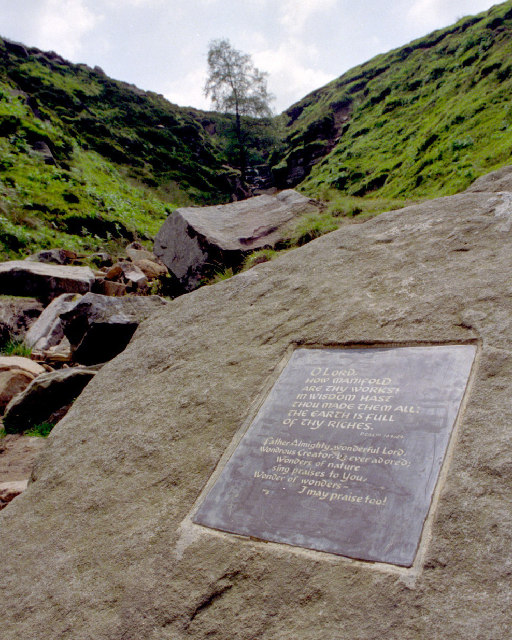
Мемориальный камень у водопада Бронте
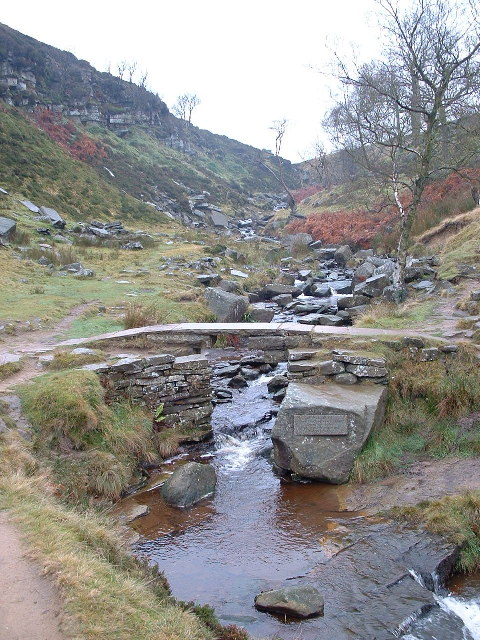
Мост Бронте у водопада Бронте
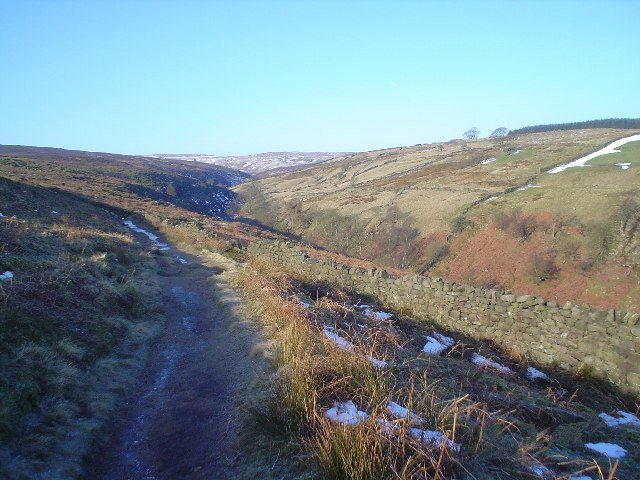
«Тропа Бронте»
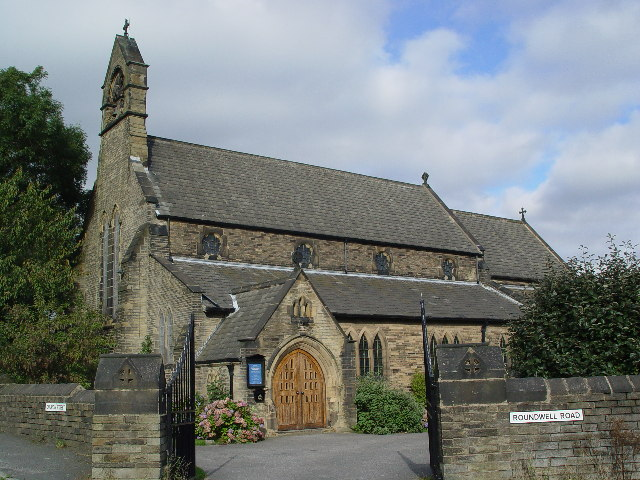
Приходская церковь в городе Хайтаун — месте жительства Бронте до переезда в Хоэрт